# 高叡 (北朝)
高叡（534年—569年3月4日至4月1日之间），小名須拔，勃海郡蓨县（今河北省衡水市景县）人，追尊齐文穆帝高树生之孙，高琛之子。

## 生平
高叡的父親高琛因被伯父高歡責罰而杖斃。高叡出生三十日後便成為孤兒。高叡為人聰慧早熟，特別為高歡所喜愛，養於宮中，令游娘為他養母，待他如同其親生兒子。東魏興和年間，承襲父親爵位為南趙郡公。
高叡四歲時才與母親北魏華陽公主相認，十歲時母親逝世，他的哀傷感動身邊的人，高歡認為自己的兒子無一能及高叡之孝順。
550年，堂兄高洋受禪建立北齊時，高叡進封為趙郡王，食邑一千二百戶，遷為散騎常侍。
高叡身長七尺，容儀甚偉，閑時學習吏職，有知人之鑒。天保二年（551年），高叡出任定州刺史，加撫軍將軍、六州大都督，當時年僅十七歲。天保三年（552年），加儀同三司。天保六年（555年），高洋下詔高叡統領山東兵數萬監築長城。
天保七年（556年），文宣帝下詔高叡以本官都督滄、瀛、幽、安、平、東燕六州諸軍事、滄州刺史。天保八年，徵高叡赴鄴城，仍除北朔州刺史，都督北燕、北蔚、北恆三州，及庫推以西黃河以東長城諸鎮諸軍事。高叡整頓內政軍備，大為兵民所安，其中因高叡禱告而得之水泉至今仍名為「趙郡王泉」。
高叡為文宣帝高洋、孝昭帝高演及武成帝高湛信任，歷任要職，官至太尉。但是因為高叡長期執掌朝政、聲譽名望日增，後來高湛亦漸漸因妒忌而疏遠他。武成帝駕崩後，高叡與馮翊王高潤、安德王高延宗及元文遙等於天統五年（569年）上奏後主高緯及太后，要求將佞臣和士開調任外職。胡太后不悅，暗中使劉桃枝於雀離佛院殺死高叡，死時只三十六歲。大霧三日，朝野皆為其冤感到可惜。期年後，後主下詔以王禮葬高叡，但是最终無贈諡號。

## 家庭

### 夫人
- 荥阳郑氏，北齐赵州刺史、仪同三司、平简公郑述祖之女
- 荥阳郑氏，北齐开府行参军郑道荫之女

### 儿女
- 高整信，承袭为赵郡王
- 高妙仪，扶风郡公主